# Омблеон
Омблеон (фр. Ambléon) насеље је и општина у источној Француској у региону Рона-Алпи, у департману Ен (Рона-Алпи) која припада префектури Belley.
По подацима из 2011. године у општини је живело 112 становника, а густина насељености је износила 19,05 становника/km². Општина се простире на површини од 5,88 km². Налази се на средњој надморској висини од 430 метара (максималној 940 m, а минималној 330 m).

## Демографија
| 1962. | 1968. | 1975. | 1982. | 1990. | 1999. | 2011. |
| ----- | ----- | ----- | ----- | ----- | ----- | ----- |
| 107   | 108   | 82    | 65    | 76    | 86    | 112   |

График промене броја становника у току последњих година